# پابلو گنت
پابلو گنت (انگلیسی: Pablo Ganet؛ زادهٔ ۴ نوامبر ۱۹۹۴) بازیکن فوتبال اهل گینه استوایی است.
از باشگاه‌هایی که در آن بازی کرده‌است می‌توان به باشگاه فوتبال مالاگا اشاره کرد.
وی همچنین در تیم ملی فوتبال گینه استوایی بازی کرده‌است.